# Joaquín Beristáin
Joaquín Beristáin (* 20. August 1817 in Mexiko-Stadt; † 3. Oktober 1839 in Mexiko-Stadt) war ein mexikanischer Komponist, Dirigent und Cellist.

## Leben
Beristáin erhielt seine erste musikalische Ausbildung von seinem älteren Bruder Miguel und trat bereits in seiner Kindheit als Pianist auf. Er studierte dann Cello sowie Musiktheorie und Komposition und wurde 1834 erster Cellist im Orchester der Stiftskirche von Guadalupe. Im Folgejahr ernannte ihn der italienische Dirigent und Komponist Lauro Rossi zum stellvertretenden Konzertmeister der Aufführungen, die die Rossi-Operngesellschaft zwischen 1835 und 1837 in Mexiko gab. 1837 wurde der Direktor des Orchesters des Teatro Principal, wo er die großen Werke des Belcantorepertoires zur Aufführung brachte. Seine gelungene Instrumentalisierung von Vincenzo Bellinis Oper La sonnambula brachte ihm den Ruf eines mexikanischen Bellini. Mit Agustín Caballero gründete er 1828 eine eigene Musikakademie, aus der später das Conservatorio Nacional de Música hervorging.
Der größte Teil der Kompositionen Beristáins entstand zwischen 1837 und seinem frühen Tod im Alter von 22 Jahren 1839, darunter eine Sinfonie, eine große Messe und weitere geistliche Werke, ein Streichquartett, die dem Trompeter Manuel Salot gewidmeten Versos de orquesta a octavo tono con pistón obligado sowie die Obertura Primavera, die als eines der frühesten Beispiel für in Mexiko entstandene Programmmusik und erste von einem Mexikaner komponierte Ouvertüre gilt. Der Komponist Julio Ituarte bearbeitete die Ouvertüre, die bis zur Gegenwart zum Repertoire mexikanischer Orchester gehört, für das Klavier. Beristáin heiratete 1836 die Sopranistin, Pianistin und Komponistin Ignacia Lizaliturri. Ihr Sohn war der Musiker und Komponist Lauro Beristáin.